# Nuno Manta Santos
Nuno Miguel Manta Ribeiro dos Santos, noto semplicemente come Nuno Manta Santos (Santa Maria da Feira, 25 luglio 1978), è un allenatore di calcio ed ex calciatore portoghese, di ruolo centrocampista.

## Carriera
Ha allenato nella prima divisione portoghese.